# Скай-тауэр (Окленд)
Скай-Тауэр (англ. Sky Tower — Небесная башня) — радиобашня, расположенная в деловом центре Окленда, также башня имеет смотровые площадки, что делает её и «смотровой». Высота здания составляет 328 метров, что делает её самым высоким сооружением Новой Зеландии и самым высоким зданием в Южном Полушарии. Является членом Мировой федерации великих башен, где по высоте занимает 13-е место.
Здание является частью комплекса казино SKYCITY Окленд, которая принадлежит и управляется SKYCITY Entertainment Group. Во время празднования Нового года башня используется для запуска фейерверков. 
По образцу «Небесной Башни» в 1998—2001 годах была построена Башня Макао, только она выше на 10 метров.

## Ссылки

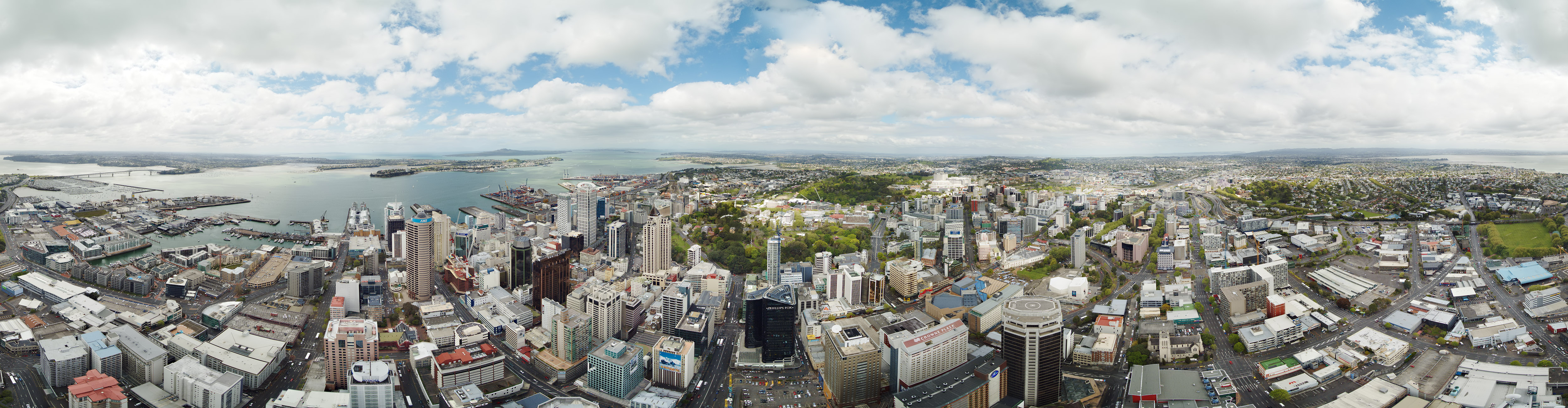
Вид с башни